# کویر درانجیر
کویر درانجیر نام کویری در نزدیکی شهر بافق در استان یزد ایران است.
کویر بافق در فرورفتگی مشرق یزد که در واقع فرورفتگی اصلی کویر یزد می‌باشد قرار گرفته است. رودخانه‌های اصلی این کویر به بخش جنوبی وارد شده و مخروط افکنه‌های حاشیه‌ای و معمولاً سفید رنگ اطراف این کویر نشان دهنده شوری قابل توجه زمینهای اطراف این کویر می‌باشد. طول کویر بافق در حدود ۷۵ کیلومتر و عرض آن در حدود ۲۰ کیلومتر بوده و مساحت آن در حدود ۷۵۰ کیلومتر مربع می‌باشد. ۶۰٪ از آن را زمینهای رسی و ۴۰٪ از آن را نمکزار وسیعی پوشانده است. زمینهای رسی بخش جنوبی و شمال غربی این کویر را پوشانده‌اند. رودخانه‌های جنوبی باعث تراکم زیاد گیاهان شور زیست در قسمت جنوبی این کویر شده‌اند، در حالی که در قسمت‌های شمالی یا نزدیک سطح نمکزار به علت افزایش شوری زمین گیاهی مشاهده نمی‌شود.
نمکزاری در قسمت شمالی کویر قرار گرفته که تقریباً تمام عرض کویر را از شرق به غرب قطع می‌کند. سطح این نمکزار را لکه‌های هم‌مرکزی همراه با حوزه‌های کوچک باتلاقی می‌پوشاند که در بعضی نقاط به وسیله نمک تازه پوشیده شده است. با توجه به اینکه لبه‌های این قشر نمکی به‌طور موضعی شکسته یا اینکه به طرف بالا برگشته، می‌توان تصور نمود که نمکزار فعلی بر روی سطح آب فوق‌العاده کم عمقی شناور بوده یا بر روی لجن اشباع شده‌ای بستر گرفته است. به دلیل وجود رطوبت در زیر قشر نمکی، رانندگی بر روی این کویر بشدت خطرناک و در بعضی قسمت‌ها غیرممکن است.

## راه‌های ورود به منطقه
مسیر یزد به بافق از قسمت جنوبی این کویر عبور می‌کند
مسیر دیگر مسیر آسفالته بافق به حسن‌آباد است که پس از حسن‌آباد مسیر خاکی می‌شود و به خرانق منتهی می‌گردد. این مسیر از حاشیه شرقی کویر عبور می‌کند